# Cuentos breves y extraordinarios
Cuentos breves y extraordinarios es una antología de relatos de los escritores argentinos Jorge Luis Borges y Adolfo Bioy Casares. El libro fue publicado por primera vez por Editorial Raigal, en 1955.
La colaboración literaria de Borges y Bioy comenzó en 1940, junto a Silvina Ocampo, con la publicación de Antología de la literatura fantástica. En 1942, crean su primera narración de ficción con Seis problemas para don Isidro Parodi, con el seudónimo  H. Bustos Domecq y continuó con otras narraciones y antologías. La colaboración entre ambos, como su amistad, se extendió durante cuarenta años.
La segunda edición de Cuentos breves y extraordinarios, editada por Editorial Rueda en 1967, incorpora cinco cuentos. En 1973, aparece la tercera edición, publicada por Losada y a la que se agregan diecisiete cuentos. A partir de la segunda edición, desaparece de la tapa la palabra "antología" que solo es usada en la portadilla.  

## La obra
Cuentos breves y extraordinarios tiene una característica que la diferencia de otras antologías: más que ser una reproducción fiel de cuentos de diferentes escritores, es una reinterpretación que Borges y Bioy hacen de historias ajenas. 
Con poder de síntesis y con la precisión en el empleo de cada término, propia de ambos compiladores, relatos extensos son narrados en pocas líneas, convirtiendo a los cuentos originales en microrrelatos. Junto a las narraciones de origen literario, hay otros textos de autores de otras disciplinas: Martín Buber o  Jung, entre otros; citas de libros religiosos y fragmentos de notas periodísticas.
La recreación de los cuentos o fragmentos originales, abarca desde la transformación en microrrelatos a respetar el relato, pero con cambios en el nombre de los personajes o en el final que, sin ser diferente, resulta al estilo de los compiladores (como en "El sueño", de O. Henry). Incluso, hay fragmentos falsos acreditados a autores reales o, fuera de lo habitual en las antologías, los antólogos se incluyen con relatos propios. ("Odin", de Borges, y "La salvación#, de Bioy Casares).